# Desastre da Suécia (1958)
Desastre da Suécia é como ficou conhecida a eliminação da Seleção Argentina de Futebol na Copa do Mundo FIFA de 1958 após ser derrotado pela Tchecoslovaquia por 6 x 1 em jogo válido pela primeira fase da competição. É considerado o maior vexame da história do futebol argentino em copas do mundo.   Foi a maior derrota da Seleção Argentina de Futebol em partidas oficiais, mais tarde igualada pela partida Bolívia 6 x 1 Argentina (2009) nas Eliminatórias da Copa do Mundo FIFA de 2010.
A Argentina voltava a disputar uma Copa do Mundo após 24 anos. Sem disputar na década de 1940 devido à Segunda Guerra Mundial, o país desistiu de disputar a Copa do Mundo de 1950 e Copa do Mundo de 1954 por conta de uma greve no futebol local, só retornando ao Mundial da Suécia. No entanto, a Argentina era a maior vencedora de Copa América, o que fazia a opinião pública local a ainda considerar o país uma potência do futebol. A derrota foi vista como um choque e mergulhou o futebol argentino em crise de identidade.

## Pré Jogo
A Seleção Argentina chegou a Copa do Mundo FIFA de 1958 como atual campeã da Copa América graças a um desempenho arrasador do ataque apelidado de "Los Carasucias", formado por Antonio Angelillo, Humberto Maschio e Omar Sívori. O nome se devia ao filme Angels with Dirty Faces, popular na Argentina na época, que narrava a história de jovens impulsivos e rebeldes. O jovem trio de ataque argentino marcou 20 dos 25 gols da seleção no sul americano.  As atuações chamaram a atenção do futebol italiano. Antonio Angelillo foi transferido para a Internazionale, Humberto Maschio ao Bologna e Omar Sívori a Juventus. Porém os clubes europeus não eram obrigados a liberar seus atletas para a disputa da copa do mundo. Além dos clubes italianos, tampouco o Real Madrid liberou o goleiro Rogelio Domínguez. 
O presidente da AFA, Raúl Colombo, minimizou a ausência dos astros internacionais e declarou: "não tem problema, a nós nos sobram jogadores". Assim, a lista se formou com futebolistas locais, muitos veteranas estrelas como Amadeo Carrizo e Ángel Labruna, célebres membros da vitoriosa equipe do River Plate dos anos 1940 conhecida como "La Máquina".  Os jogadores campeões sul americanos se queixaram da federação por não terem sido chamados. Humberto Maschio declarou: "Não fomos à Suécia porque nunca nos ligaram. E nunca soubemos porquê. Acho que poderíamos ter contribuído com mais ritmo, mais atrito com equipas europeias, mais experiência. Mas nunca saberemos o que poderia ter acontecido".
Maschio e Sívori disputariam posteriormente a Copa do Mundo FIFA de 1962, mas pela Seleção Italiana.

## A Copa do Mundo
Em 1958, ambas as equipes coincidiram no Grupo A da Copa do Mundo ao lado de Alemanha Ocidental e da Irlanda do Norte.
Após a disputa das duas primeiras rodadas, a Argentina chegou com 2 pontos devido a uma derrota por 3 a 1 contra a Alemanha Ocidental e uma vitória contra a Irlanda do Norte pelo mesmo placar. A Tchecoslovaquia, por outro lado, tinha conseguido um único ponto devido ao empate contra os Alemanha Ocidental e uma derrota pela diferença mínima contra a Irlanda do Norte, de modo que Tchecoslovaquia teria que vencer para se qualificar.
| Pos | Seleção          | Pts | J | V | E | D | GP | GC | SG |
| --- | ---------------- | --- | - | - | - | - | -- | -- | -- |
| 1°  | Alemanha         | 3   | 2 | 1 | 1 | 0 | 5  | 3  | 5  |
| 2°  | Argentina        | 2   | 2 | 1 | 0 | 1 | 4  | 4  | 0  |
| 3°  | Irlanda do Norte | 2   | 2 | 1 | 0 | 1 | 2  | 3  | -1 |
| 4°  | Tchecoslováquia  | 1   | 2 | 0 | 1 | 1 | 2  | 3  | -1 |

## O Jogo

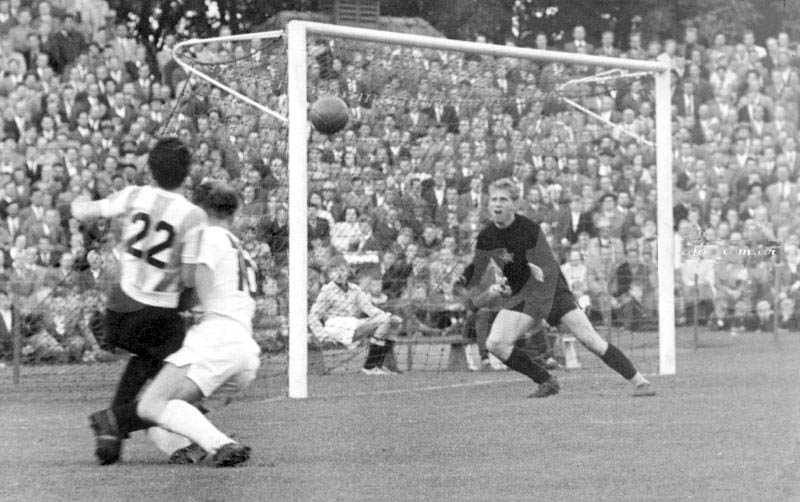
Argentina v Tchecoslaváquia 1958

Os europeus rapidamente assumiram o controle da partida e no minuto 8 o zagueiro Milan Dvořák converteu o primeiro gol com um chute de fora da área. Aos 17 minutos, os tchecos aumentaram através de Zdeněk Zikán. No final do primeiro tempo, aos 40, Zikán marcou novamente.
No segundo tempo, apenas aos 65 minutos a Argentina diminuiu com Omar Corbatta, marcando de penalti. No entanto, quatro minutos depois, Jiří Feureisl converteu o quarto golo. Então Václav Hovorka aumentaria duas vezes, aos 82 e 89 minutos, estabelecendo números finais de 6 para 1 os tchecos.

## Pós Jogo
Após a partida, o goleiro Amadeo Carrizo foi o maior responsabilizado pela derrota. O goleiro recorda ter "sofrido muito, coisas horríveis foram ditas a mim, minha casa foi coberta de tinta, meu carro quase destruído." Carrizo lembra a sensação após o jogo: "Após a partida nós nos trancamos em nosso hotel e não queríamos sair, ninguém esquece algo assim. Algumas vezes eles mostram imagens daquele Mundial na TV, mas eu nem quero ver e mudo de canal". Para Carrizo, o futebol argentino estava defasado: "Nós não sabíamos o que estava acontecendo na Europa e o futebol estava em seu auge. Na Inglaterra, Alemanha, França já havia um progresso espetacular, com grandes jogadores, e nós fomos e eles nos atropelaram". "Se eles tivessem se esforçado mais, teriam feito 8 ou 9", declarou em outra entrevista Carrizo, que concluiu: “Tivemos a infelicidade de Lombardo se machucar. Avio jogou como marcador improvisado e, apesar de ter deixado a sua alma na cancha, os checos transbordaram muito e nos mataram no meio. Você tem que dizer as coisas como elas eram: nós não sabíamos quem eles eram ou como eles jogavam. Se tivéssemos sabido, talvez tivéssemos perdido igual, mas seis não nos fariam.".
Por outro lado, a crônica pós-jogo da revista El Gráfico culpou a preparação física: "Os futebolistas crioulos vivem do futebol, mas são poucos os que vivem para o futebol. Que é outra coisa. Eles não se submetem, não se prestam a rigorosa preparação física. Eles não vivem para o futebol. Eles não são como os alemães, que às 9 da manhã do dia seguinte estavam treinando novamente, enquanto os argentinos dormiam. Fomos claramente superado pela velocidade, status atlético, organização, sobriedade e praticidade dos checoslovacos."
O capitão Pedro Dellacha analisou: "Estávamos acostumados a jogar apenas aos domingos e treinar às terças e quintas-feiras. Essa foi a grande causa do nosso fracasso. Pagamos o preço de acreditar que, com o que tínhamos, era o suficiente. O futebol internacional não era tão difundido na Argentina e isso determinou que não entendíamos a importância de uma Copa do Mundo."
O atacante Ángel Labruna declarou: "Fomos de olhos vendados, às cegas. Não estávamos preparados física ou taticamente para encarar três jogos em uma semana."
Carrizo recordou a recepção na volta à Argentina: "Quando chegamos ao país, o avião teve que pousar em uma fazenda em Monte Grande para que não nos matassem. Alguns jornalistas argentinos que estavam na Suécia tinham pedido às pessoas para nos encontrarem com paus e pedras, havia muita raiva, eles queriam nos matar, eles disseram que éramos mercenários. Ninguém acreditaria em nós se disséssemos que a Argentina estava desorganizada e que não cobramos nenhum peso para disputar esse Mundial."

## Consequências no Futebol Argentino
A derrota levou a uma profunda crise no futebol argentino. O técnico Guillermo Stábile, que foi artilheiro do primeiro Mundial e dirigia a seleção nacional desde 1939, foi atacado por ser um "romântico": "Ele não sabe nada de tática, apenas escolhe os melhores jogadores e manda jogar" criticou o jornalista Juan Presta. O zagueiro José Ramos Delgado, que mais tarde defenderia o Santos, recordou: "Foi terrível. Em todos os estádios, fomos achincalhados por todo mundo, até os jogadores que não jogaram. A seleção precisava ser modificada. A busca passou a ser por um tipo diferente de jogador, mais voltado para o sacrifício do que para o jogo. O futebol ficou menos artístico depois daquilo". O escritor inglês Jonathan Wilson relacionou a derrota ao surgimento de um futebol violento nos clubes argentinos, que acabaria por dominar a Copa Libertadores da América nos anos 60.  
Em 2016, foi realizado um documentário sobre o jogo, “Suecia 58. La identidad perdida”, de Leonardo Saslavsky, que sustenta que a partida representou o fim de uma era romântica no futebol argentino. Para o jornalista Ezequiel Fernández Moores, do jornal La Nacion, com a derrota a Argentina passou a tentar a copiar os europeus, com um jogo mais físico e menos técnico.

## Detalhes da partida
| 15 de junho de 1958 | Tchecoslováquia                                                                     | 6 – 1     | Argentina         | Olympiastadion,Helsingborg, Suécia           |
| 19:00               | Milan Dvořák 8' 40' · Zdeněk Zikán 17' · Jiří Feureisl 69' · Václav Hovorka 82' 89' | Relatório | Omar Corbatta 65' | Público: 20 000 Árbitro: Arthur Edward Ellis |

| Tchecos lovaquia | Argentina |

| GK           | 19 | Břetislav Dolejší  |
| Z            | 8  | Ladislav Novák     |
| Z            | 16 | Milan Dvořák       |
| M            | 5  | Ján Popluhár       |
| M            | 2  | Josef Masopust     |
| M            | 4  | Gustav Mráz        |
| AT           | 9  | Pavol Molnár       |
| AT           | 10 | Jaroslav Borovička |
| AT           | 12 | Zdeněk Zikán       |
| AT           | 13 | Václav Hovorka     |
| AT           | 14 | Jiří Feureisl      |
| Técnico:     |    |                    |
| Karel Kolský |    |                    |

|                   |    |                         |  |
|                   |    |                         |  |
| GK                | 1  | Amadeo Carrizo          |  |
| Z                 | 2  | Pedro Dellacha          |  |
| Z                 | 6  | José Varacka            |  |
| MD                | 4  | Juan Francisco Lombardo |  |
| MD                | 5  | Néstor Rossi            |  |
| MD                | 3  | Federico Vairo          |  |
| AT                | 7  | Omar Corbatta           |  |
| AT                | 9  | Norberto Menéndez       |  |
| AT                | 11 | Ángel Labruna           |  |
| AT                | 19 | Ludovico Avio           |  |
| AT                | 22 | Osvaldo Cruz            |  |
| Técnico:          |    |                         |  |
| Guillermo Stábile |    |                         |  |